# Alfred Kinsey
Alfred Charles Kinsey (Hoboken, 23 de junho de 1894 — Bloomington, 25 de agosto de 1956) foi um biólogo americano, professor de entomologia e zoologia e sexólogo que em 1947 fundou o Instituto de Pesquisa do Sexo na Universidade de Indiana agora conhecido como o Instituto Kinsey para Pesquisa do Sexo, Gênero e Reprodução. Ele é mais conhecido por escrever Comportamento Sexual no Homem Humano (1948) e Comportamento Sexual na Mulher Humana (1953), também conhecido como o Estudos de Kinsey, bem como a Escala de Kinsey. A pesquisa de Kinsey sobre a sexualidade humana, fundamental para o campo da sexologia, provocou controvérsia nos anos 40 e 50. Seu trabalho tem influenciado os valores sociais e culturais nos Estados Unidos, bem como internacionalmente.

## Biografia
Alfred Kinsey nasceu em 23 de junho de 1894, em Hoboken, Nova Jersey, filho de Sarah Ann (née Charles) e Alfred Seguine Kinsey.
Os pais de Kinsey eram cristãos devotos. Seu pai era conhecido como um dos membros mais devotos da Igreja Metodista local. A maioria das interações sociais de Kinsey estava com outros membros da igreja, muitas vezes como um observador silencioso, enquanto seus pais discutiam a religião.
Aos 10 anos, Kinsey se mudou com sua família para South Orange, New Jersey. Ainda bem jovem, mostrou o grande interesse na natureza e em acampar. Trabalhou e acampou com o YMCA local durante seus primeiros anos, e apreciou estas atividades a tal ponto que pretendeu trabalhar para o YMCA após terminar sua instrução. A tese de graduação superior de psicologia de Kinsey, uma dissertação sobre a dinâmica de grupo de meninos jovens, ecoou esse interesse. Ele juntou-se ao Boy Scouts of America quando uma tropa foi formada em sua comunidade. Seus pais apoiaram fortemente este (e se juntaram também) porque os escoteiros eram uma organização baseada nos princípios do Cristianismo. Kinsey esforçou-se no escotismo tornando-se um dos primeiros Escoteiros Águia.
Kinsey escreveu um livro didático de ensino médio amplamente utilizado, An Introduction to Biology, publicado em outubro de 1926. O livro endossou a evolução e unificou, no nível introdutório, os campos previamente separados da zoologia e da botânica. Kinsey também foi co-autor de Edible Wild Plants of Eastern North America com Merritt Lyndon Fernald, publicado em 1943. O esboço original do livro foi escrito em 1919-1920, enquanto Kinsey ainda era um estudante de doutorado no Instituto Bussey e Fernald estava trabalhando no Arnold Arboretum (Arnold Arboretum).
Kinsey era ateu.

## Sexologia

### Estudos de Kinsey

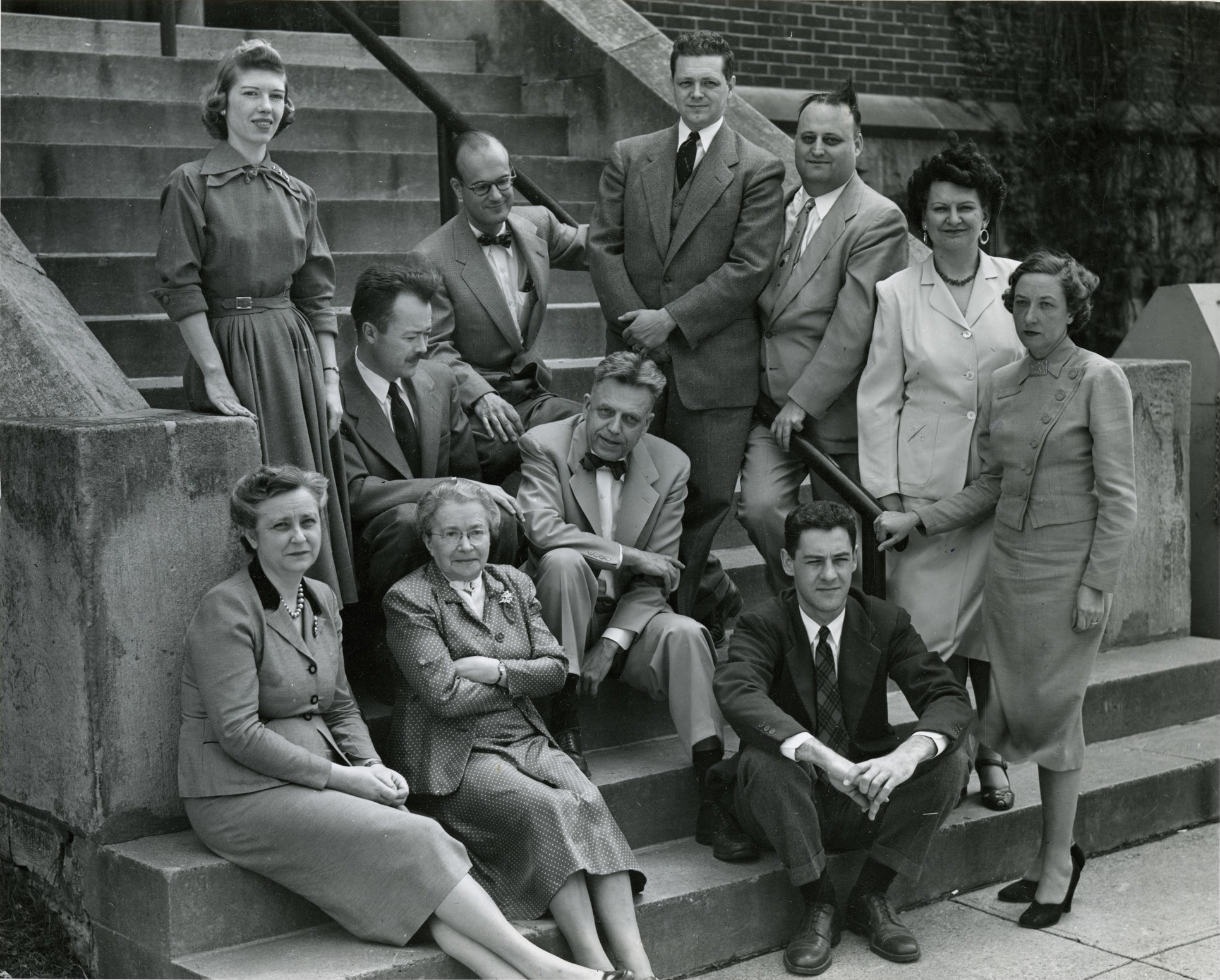
Kinsey (centro) com a equipe do Instituto de Pesquisa Sexual, posteriormente renomeado para Instituto Kinsey

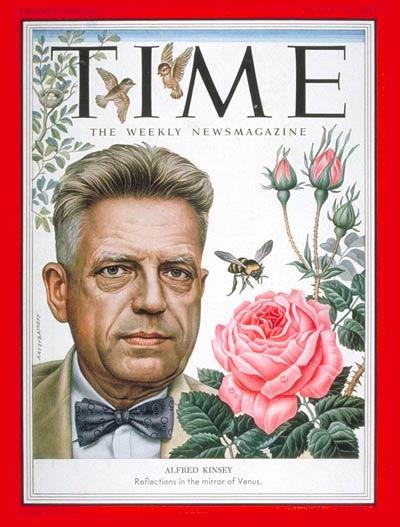
Alfred Kinsey na capa da Time em 1953

Kinsey é considerado extensamente como a primeira figura principal na sexologia norte-americana; sua pesquisa é citada como tendo pavimentado o caminho para uma exploração mais profunda na sexualidade entre os sexólogos e o público em geral, bem como uma sexualidade feminina libertadora. Por exemplo, o trabalho de Kinsey disputou as noções de que as mulheres geralmente não são sexuais e que o orgasmo feminino experimentado na vagina é superior aos orgasmos no clitoris.
Em 1935, Kinsey entregou uma palestra a um grupo de discussão da faculdade na universidade de Indiana, sua primeira discussão pública do tópico, em que atacou a "ignorância difundida da estrutura e da fisiologia sexual" e promoveu sua visão que "o casamento atrasado" (isto é, a experiência sexual retardada) era psicologicamente prejudicial. Kinsey obteve financiamento de pesquisa da Fundação Rockefeller, que lhe permitiu continuar a estudar o comportamento sexual humano.

### Aspectos controversos
A pesquisa de Kinsey foi além da teoria e da entrevista para incluir a observação e a participação na atividade sexual, às vezes envolvendo colegas de trabalho. Kinsey justificou esta experimentação sexual como sendo necessária para ganhar a confiança de seus sujeitos de pesquisa. Ele encorajou sua equipe a fazer o mesmo, a se engajar em uma ampla gama de atividades sexuais, na medida em que se sentiam confortáveis; Ele argumentou que isso ajudaria seus entrevistadores a entender as respostas dos participantes. Kinsey filmou atos sexuais que incluíam colegas de trabalho no sótão de sua casa como parte de sua pesquisa; O biógrafo Jonathan Gathorne-Hardy explica que isso foi feito para garantir o segredo dos filmes, que teria causado um escândalo se tivesse se tornado de conhecimento público. James H. Jones, autor de Alfred C. Kinsey: A Public/Private Life e o psiquiatra britânico Theodore Dalrymple, entre outros, especularam que Kinsey era impulsionado por suas próprias necessidades sexuais.
Alguns dos dados publicados nos dois livros Estudos de Kinsey são controversos nas comunidades científica e psiquiátrica, devido à decisão de Kinsey de entrevistar voluntários que podem não ter sido representativos da população em geral.
Kinsey coletou material sexual de todo o mundo, o que o chamou a atenção das Alfândegas dos EUA quando apreenderam alguns filmes pornográficos em 1956; ele morreu antes que este assunto fosse resolvido legalmente. Kinsey escreveu sobre orgasmos pré-adolescentes usando dados nas tabelas 30 a 34 do volume masculino, que relatam observações de orgasmos em mais de trezentas crianças com idade entre dois meses até quinze anos. Dizia-se que essas informações provinham de memórias de infância de adultos ou de observação de pais ou professores. Kinsey disse que também entrevistou nove homens que tiveram experiências sexuais com crianças e que lhe falaram sobre as respostas e reações das crianças. Pouca atenção foi dada a essa parte da pesquisa de Kinsey na época, mas onde Kinsey havia obtido essa informação começou a ser questionada quase 40 anos depois.  Foi revelado mais tarde que Kinsey usou dados de um único pedófilo e os apresentou como sendo de várias fontes. Kinsey tinha visto a necessidade de confidencialidade dos participantes e anonimato como necessário para obter "respostas honestas sobre tais assuntos tabu".  O Instituto Kinsey escreveu que os dados sobre crianças nas tabelas 31-34 vieram de um diário de um homem (iniciado em 1917) e que os eventos envolvidos antecederam os Estudos de Kinsey.
Jones escreveu que a atividade sexual de Kinsey influenciou o seu trabalho, que ele superrepresentou prisioneiros e prostitutas, classificou algumas pessoas solteiras como "casadas" e que incluiu um número desproporcional de homens homossexuais, o que pode ter distorcido seus estudos. Embora tenha sido criticado por omitir afro-americanos de sua pesquisa, seu relatório sobre o homem inclui numerosas referências aos participantes afro-americanos.  O Historiador Vern Bullough escreve que os dados foram reinterpretados mais tarde, excluindo prisioneiros e dados derivados de uma amostra exclusivamente gay, e os resultados indicam que não parece ter desviado os dados. Kinsey pode ter superrepresentado homossexuais, mas Bullough considera que isso pode ter sido porque o comportamento homossexual era estigmatizado e precisava ser melhor compreendido. Paul Gebhard, que foi colega de Kinsey de 1946 a 1956 e que também sucedeu Kinsey como Diretor do Instituto Kinsey após sua morte, tentou justificar o trabalho de Kinsey na década de 1970 removendo alguns dos dados suspeitos que ele alegava terem um viés em relação à homossexualidade.  Depois de recalcular as descobertas no trabalho de Kinsey, ele encontrou apenas pequenas diferenças entre os números originais e os atualizados.

## Críticas
Uma das mais conhecidas críticas de Kinsey é a Dra. Judith Reisman, chefe do Restore Sexual Virtue and Purity to America, autora do livro Kinsey: Crimes & Consequences. Em 2004 a revista Variety, dos Estados Unidos, recusou um anúncio de página inteira da Judith Reisman que chamava Alfred Kinsey de "um homem que produziu e dirigiu o estupro e a tortura de centenas de jovens e crianças". Segundo Judith Reisman, Alfred Kinsey e sua equipe teriam abusado de crianças para chegar a certos dados do relatório Kinsey.

## Principais publicações de Kinsey
- New Species and Synonymy of American Cynipidae, in Bulletin of the American Museum of Natural History (1920).
- Life Histories of American Cynipidae, in Bulletin of the American Museum of Natural History (1920).
- Phylogeny of Cynipid Genera and Biological Characteristics, in Bulletin of the American Museum of Natural History (1920).
- An Introduction to Biology (1926).
- The Gall Wasp Genus Cynips: A Study in the Origin of Species (1930).
- New Introduction to Biology (1933, revisado em 1938).
- The Origin of Higher Categories in Cynips (1935).
- Sexual Behavior in the Human Male (1948, reeditado em 1998).
- Sexual Behavior in the Human Female (1953, reeditado em 1998).

### Bibliográficas
- AFP, Filme sobre antigo guru do sexo choca os EUA, http://sistemas.aids.gov.br/imprensa/Noticias.asp?NOTCod=60798, 16.11.2004
- Oppermann, Alvaro. Kinsey fala de sexo, https://web.archive.org/web/20080707075012/http://super.abril.com.br/superarquivo/2005/conteudo_373121.shtml. Ed.Abril, 1.07.2008, 3:10 h
- Christenson, Cornelia. Kinsey: A Biography. Indiana University Press, 1971.
- Pomeroy, Wardell. Dr. Kinsey and the Institute for Sex Research. Harper & Row, 1972.
- Jones, James H. Alfred C. Kinsey: A Public/Private Life. Norton, 1997.
- Gathorne-Hardy, Jonathan. Alfred C. Kinsey: Sex the Measure of All Things. London: Chatto & Windus, 1998.